# Aubière
Aubière is een gemeente in het Franse departement Puy-de-Dôme (regio Auvergne-Rhône-Alpes). De plaats maakt deel uit van het arrondissement Clermont-Ferrand en van het gemeentelijk samenwerkingsverband Clermont Auvergne Métropole. Aubière telde op 1 januari 2022 10.273 inwoners.
De Université Clermont Auvergne (UCA) heeft een campus, Les Cézeaux, in de gemeente. Hier bevindt zich ook het indoor atletiekstadion Stadium Jean-Pellez.

## Geschiedenis
Aubière is ontstaan rond een feodaal kasteel. Aubière kreeg een stadsmuur met daarin twee poorten, de Porte de la Quaire in het noorden en de Porte des Ramacles. Vanaf de 10e eeuw en mogelijk vroeger was de wijnbouw belangrijk voor de streek. In de 16e eeuw ontstonden grote wijndomeinen en de wijn werd via de Allier verscheept naar onder andere Parijs. Met de komst van de spoorweg in 1850 groeide het belang van de wijnbouw. Toen de wijngaarden in Zuid-Frankrijk werden getroffen door de druifluis, konden de wijnboeren van Aubière nog meer exporteren. Maar enige tijd later werden ook de wijngaarden van Auvergne getroffen door de druifluis. De wijnbouw herstelde snel maar in 1910 werden de wijngaarden aangetast door meeldauw. Dan volgden de Eerste Wereldoorlog en de industrialisatie, die de wijnboeren hun werkkrachten ontnam en de meeste wijngaarden verdwenen. Veel inwoners van Aubière waren tewerkgesteld in de Michelinfabrieken van Clermont-Ferrand. 

## Geografie
De oppervlakte van Aubière bedroeg op 1 januari 2022 7,68 vierkante kilometer; de bevolkingsdichtheid was toen 1.337,6 inwoners per km².
De gemeente sluit aan bij de stedelijke agglomeratie van Clermont-Ferrand in het noorden. De Artière stroomt van west naar oost door de gemeente. Deze beek is gekanaliseerd en deels overdekt. Het hoogste punt van de gemeente is de heuvel Puy d'Aubière (466 m), die een natuurgebied van bijna 100 ha vormt. Ten zuiden van de gemeente begint het Plateau de Gergovie.
De onderstaande kaart toont de ligging van Aubière met de belangrijkste infrastructuur en aangrenzende gemeenten.

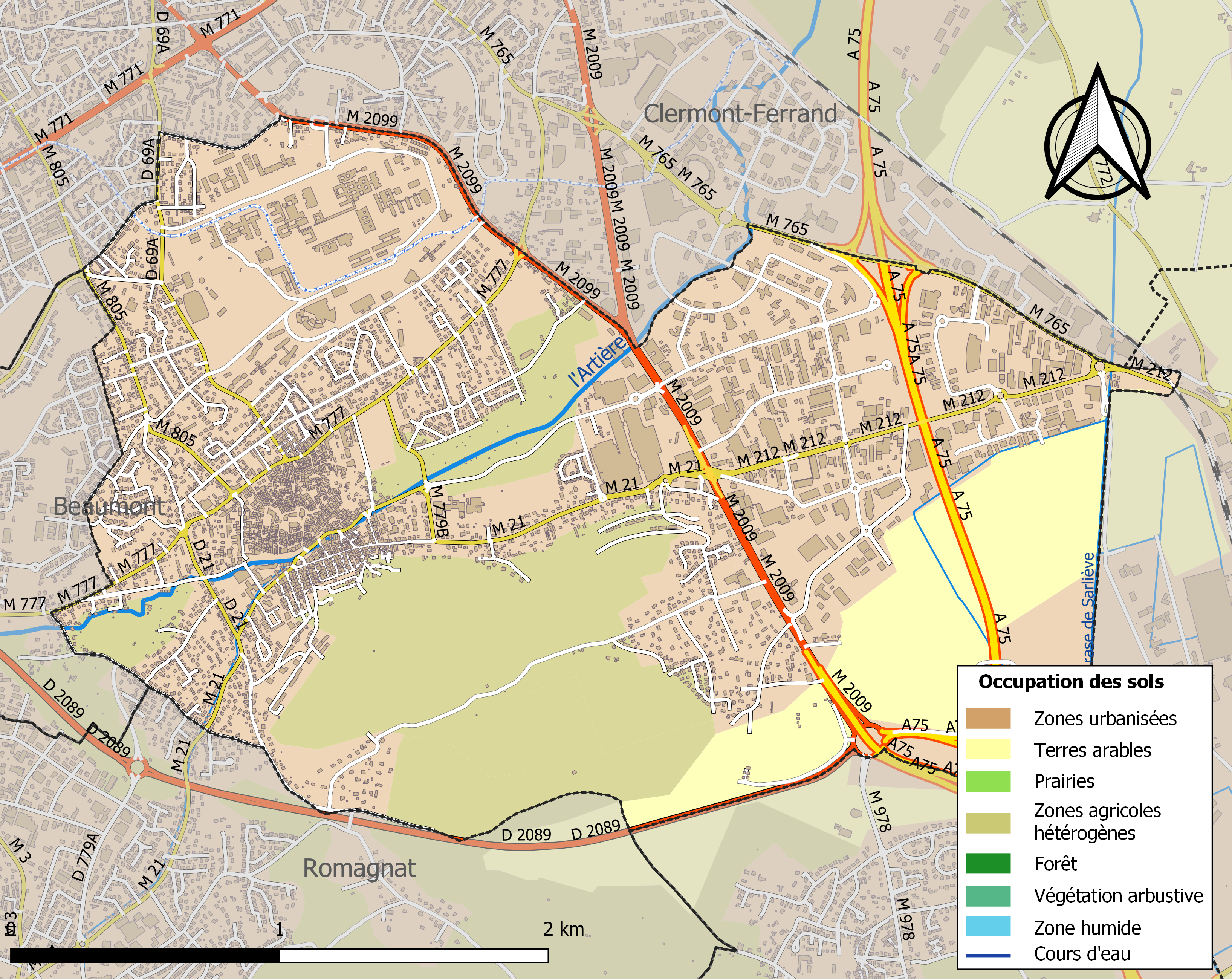

## Demografie
Onderstaande figuur toont het verloop van het inwonertal (bron: INSEE-tellingen).

## Bezienswaardigheden

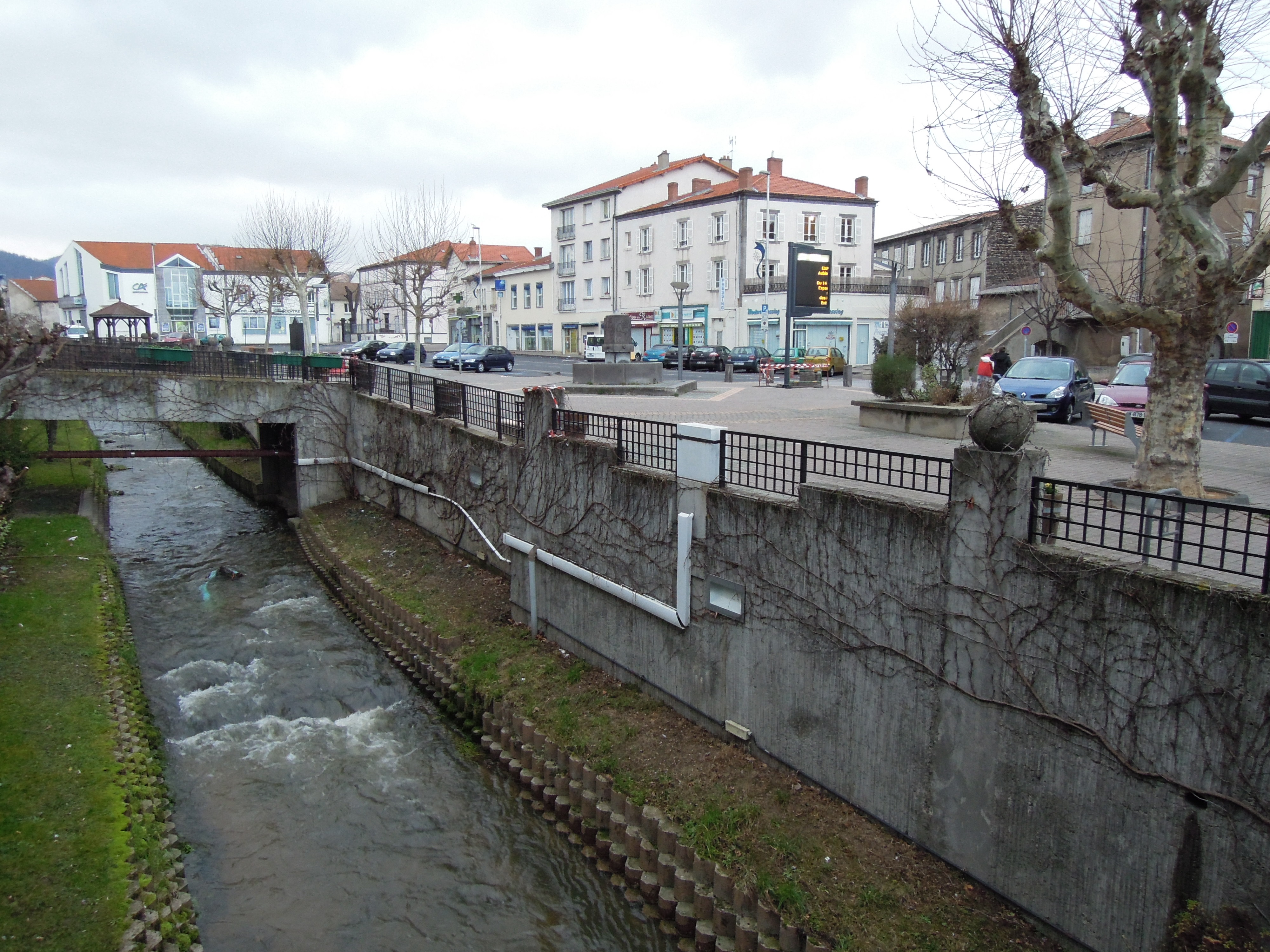
De Artière en de Place des Ramacles

Het kasteel van Aubière is afgebroken, enkel de Porte de Rossignol is hiervan bewaard gebleven. Ook de stadspoorten werden na de Franse Revolutie verkocht en afgebroken als bouwmateriaal. De neogotische kerk Saint-Martin (1853-1855) verving een oudere kerk die te klein was geworden voor de groeiende bevolking. Het gemeentehuis is 21e-eeuws maar is gebouwd rond een 18e-eeuws herenhuis dat in 1868 werd aangekocht door de gemeente om het gemeentehuis en gemeenteschool te huisvesten.
In de gemeente staat ook de Menhir des Sauzes.